# Premi Guant d'Or
El Premi Guant d'Or és el reconeixement que es lliura al millor porter de cada edició de la Copa del Món de futbol. És atorgat per l'organització d'aquest esdeveniment des de la Copa del Món 1994. Fins al 2006, aquest trofeu rebia el nom de Lev Iaixin, i s'entregava en honor del llegendari porter soviètic Lev Iaixin.
| Copa del Món      | Porter             | Equip    |
| ----------------- | ------------------ | -------- |
| Estats Units 1994 | Michel Preud'homme | Bèlgica  |
| França 1998       | Fabien Barthez     | França   |
| Corea-Japó 2002   | Oliver Kahn        | Alemanya |
| Alemanya 2006     | Gianluigi Buffon   | Itàlia   |

Des de la Copa del Món de 2010 rep el nom de Golden Glove Award (Guant d'Or).
| Copa del Món    | Porter            | Equip     |
| --------------- | ----------------- | --------- |
| Sud-àfrica 2010 | Iker Casillas     | Espanya   |
| Alemanya 2014   | Manuel Neuer      | Alemanya  |
| Rússia 2018     | Thibaut Courtois  | Bèlgica   |
| Qatar 2022      | Emiliano Martínez | Argentina |